# Municipio de Cleveland (condado de Ouachita)
El municipio de Cleveland (en inglés: Cleveland Township) es un municipio ubicado en el condado de Ouachita en el estado estadounidense de Arkansas. En el año 2010 tenía una población de 232 habitantes y una densidad poblacional de 5,41 personas por km².

## Geografía
El municipio de Cleveland se encuentra ubicado en las coordenadas 33°41′37″N 92°39′47″O / 33.69361, -92.66306. Según la Oficina del Censo de los Estados Unidos, el municipio tiene una superficie total de 42.88 km², de la cual 42,86 km² corresponden a tierra firme y (0,05 %) 0,02 km² es agua.

## Demografía
Según el censo de 2010, había 232 personas residiendo en el municipio de Cleveland. La densidad de población era de 5,41 hab./km². De los 232 habitantes, el municipio de Cleveland estaba compuesto por el 95,69 % blancos, el 1,72 % eran afroamericanos, el 1,72 % eran de otras razas y el 0,86 % eran de una mezcla de razas. Del total de la población el 2,16 % eran hispanos o latinos de cualquier raza.